# Герцинський ліс

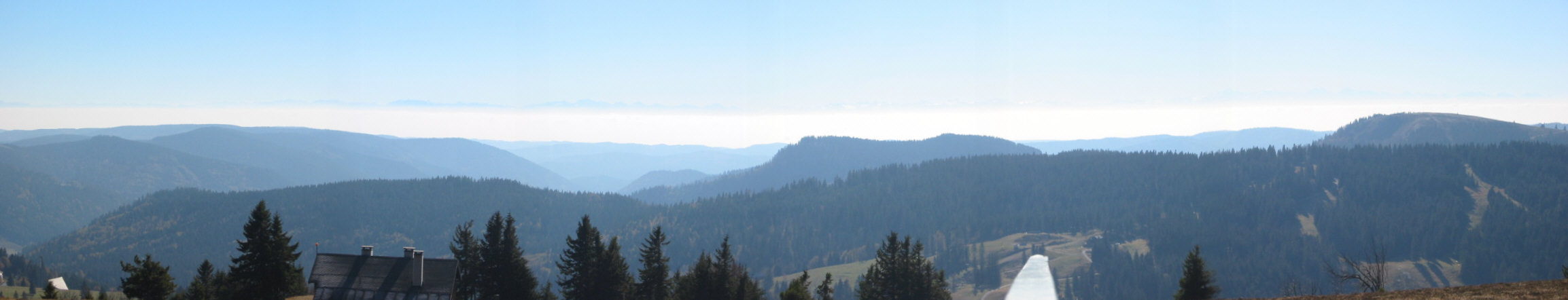
Вид на Чорний ліс (Шварцвальд) з Фельдбергу (2003); ліс є дуже зменшеним реліктовим масивом колись суцільного Герцинського лісу

Герцинський ліс (лат. Hercynia silva, грец. Arkynia, нім. Hercynischer Wald) — древній і густий ліс, який тягнувся на схід від Рейну через Південну Німеччину і утворював північний кордон відомої античним авторам частини Європи.

## Етимологія
«Герцинський» має протокельтське походження від «ɸerkuniā», пізніше «erkunia». Юліус Покорний перелічує герцинську мову як похідну від *perkʷu- "дуб" (порівняння quercus). Далі він ідентифікує назву як кельтська. Пракельтська мова регулярно втрачає ініціал *p перед голосним, отже, найдавніші засвідчення грецькою мовою як Ἀρκόνια< (Арістотель, заміна «e~a», поширена в кельтських іменах), пізніше Ὀρκύνιος (Птолемей, з «o» ' непояснене) і Ἑρκύνιος δρυμός (Страбон). Остання форма вперше з’являється в латинській мові як Hercynia у Юлія Цезаря, успадкувавши наддув і літеру y з грецького джерела.
Германські форми з’являються з f для *p згідно з законом Ґрімма, можливо вказуючи на раннє запозичення з кельтської мови до втрати початкової приголосної: готською faírguni = "гора, гірський масив", давньоанглійська firgen = "гора, гора-ліс".  Проте кельтські та германські слова також можуть бути давніми родичами, або кельтське слово може бути запозичене з германської.
Асимільований *kwerkwu- буде регулярним у італо-кельтській, і  Покорний пов’язує етнонім Querquerni, знайдений в Іспанії в Галісії, який має італійсько-венетську назву. Насправді вона не пов'язана безпосередньо з назвою Герцинського лісу. Праєвропейське *perkʷu- пояснює ɸerkuniā, пізніше erkunia, з регулярним зрушенням kʷ > ku, що відбулося до асиміляції *kwerkwu-.
Назва Герцинського лісу також вважається етимологічно пов’язаною з литовським богом-громовержцем Перкунасом. Він також відомий як «Pērkons» латиською; Perkūns або Perkunos старопрусською; «Parkuns» ятвязькою та «Pārkiuņs» латгальською мовами.
Можливо, що назва гір Гарц у Німеччині походить від «Герцинський», оскільки «Гарц» є середньоверхньонімецьким словом, що означає «гірський ліс». Крім того, давньоверхньонімецька назва «Fergunna», очевидно, відноситься до Рудних гір і «Віргундії» (пор. сучасний ліс Virngrund) до хребта між Ансбахом і Елльвангеном.
«Герцина» — класична назва (сучасна Лівадія) невеликого стрімкого потоку в Беотії, який витікає з двох джерел поблизу Лівадія, сучасна Лівадія, і вилилося в Копаїда. 

## Опис
В інших джерелах зазначено що назви Hercynia silva, або Hercynius saltus, Hercynium jugum, Ἑρκυνία ὔλη, Ἑρκ. δρυμός, Ἁρκύνια, Ὁρκύνια — гірський хребет у Німеччині і Герцинський Ліс y римлян позначав сукупності цілого ряду лісистих гір стародавньої Германії, і зустрічається ще у Аристотеля як позначення гірського хребта (на кінець XIX століття в Німецької імперії), а у Юлія Цезаря як загальна назва середньонімецької гірської системи. На початку XX століття до Герцинського лісу відносили гірські області Везеру, Гарцу, Тюрінгенські, Саксонські та Лузацькі гірські системи і Велетові гори.
Стародавні джерела  не дають однозначних відомостей про його протяжність на схід. Шварцвальд, що тягнеться вздовж долини Рейну на сході, утворював західну частину Герцинського лісу. На західному березі Рейну лежали Арденнський ліс, що частково зберігся, і, в основному зниклий, Вугільний ліс (Silva Carbonaria). Всі ці незаймані ліси давнини представляли початкову лісову екосистему Європи.
Реліктові ділянки цього, колись безперервного лісу зберігаються під різними місцевими назвами: Шварцвальд (Чорний ліс), Оденвальд, Шпессарт, Рен, Тюринзький Ліс, Гарц, Швабський Альб, Штайгервальд, Фіхтельгебірге, Рудні гори, Карконоші, Богемський ліс та Карпати.   Німецьке середньогір'я ({ {lang-de|Mittelgebirge}}) може більш-менш відповідати протяжності Герцинських гір. На честь Герцинського лісу названий астероїд з групи Пояс астероїдів головного пояса, який був відкритий 15 вересня 1900 року  німецькими астрономами Максом Вольфом і Фрідріхом Швассманом в обсерваторії Гайдельберг